# Johann Christoph Schwartz (Rechtshistoriker)

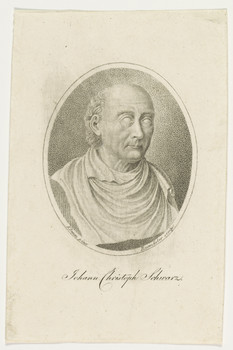
Johann Christoph Schwartz

Johann Christoph Schwartz (* 19. Januar 1722 in Riga; † 7. November 1804 ebenda) war ein deutschbaltischer Rechtsgelehrter und Diplomatiker. Er war Bürgermeister von Riga und Nestor der livländischen Rechtsgeschichte.

## Leben
Schwartz entstammte einer Ratsfamilie, die aus Mecklenburg nach Livland eingewandert war. Nachdem er 1741 den Besuch von Rigas Domschule abgeschlossen hatte, wurde er vom Vater Adam Hinrich Schwartz nach Sankt Petersburg geschickt. Anschließend machte er sich in den meisten Städten von Livland und Estland ein genaues Bild von ihrer Verfassung und Verwaltung. Erst danach studierte er Rechtswissenschaft an der Universität Leipzig. Nach absolviertem Studium bereiste er Deutschland, Holland und England.

### Bürgermeister
1745 nach Riga zurückgekehrt, trat er als Sekretär des Stadtrates in den Dienst seiner Vaterstadt. Er wurde 1753 Obersekretär und 1761 Ratsherr. Daneben widmete er sich der Stadtgeschichte und Diplomatik Rigas. 1767 vertrat er die Stadt bei der großen Gesetzkommission, die Katharina II. aus allen Provinzen Russlands zur Abfassung eines allgemeinen Gesetzbuches für das  Russische Kaiserreich nach Moskau einberufen hatte. Auch an den weiteren Verhandlungen in Petersburg bis 1772 nahm er teil, bis die ganze Commission zuletzt ohne Resultat aufgelöst wurde. Schon vorher und auch nachher hat er mehrmals die Angelegenheiten Rigas in Petersburg vertreten. 1782 wurde Schwartz Bürgermeister. Er erhielt damit die höchste politische Stellung in seiner Vaterstadt. 1787 wurde die alte Verfassung der Stadt umgestoßen, der alte Rat beseitigt und ein Gouvernementsmagistrat eingesetzt. Nach 42 Jahren im Dienste Rigas legte Schwartz daraufhin sein Amt nieder. Er empfand die  neuen Institutionen als rechtswidrig. Die meisten Ratsmitglieder folgten seinem Beispiel. Schwartz zog sich vom öffentlichen Leben ganz zurück.

### Privatgelehrter
Als Früchte jahrelanger Studien fallen seine Veröffentlichungen fast ausschließlich in die  Zeit der Zurückgezogenheit. Als Zar Paul I. 1796 die alte Verfassung wiederhergestellt hatte, wurde er sogleich wieder zum Bürgermeister gewählt; er nahm die Wahl aber nicht an, weil er sich den körperlichen Anforderungen des Amtes nicht mehr gewachsen fühlte. Gemeinsinn blieb sein bestimmender Charakterzug. Anspruchslos und bescheiden, verschmähte er alle Titel. Die Arbeiten von Friedrich Georg von Bunge und besonders Leonhard von Napiersky berichtigten und überholten manche Ansichten von Schwartz. Dessen ungeachtet ist Schwartz die erste historische Darstellung der Entwicklung der altlivländischen Rechtszustände und ihrer Rechtsquellen zu verdanken. Als Geschichtsforscher und Urkundenkenner befasste er sich auch mit dem Herzogtum Kurland und Semgallen. Von den Kurländern nicht sonderlich unterstützt, sammelte er das zerstreute und schwer zugängliche Material. Nachträge und Verbesserungen in 2 Bänden verwahrte das kurländische Provinzialmuseum in  Mitau.
Wie zuvor kein anderer wurde Schwartz vom Rathaussaal aus bestattet. 12 Kaufleute trugen ihn zu Grabe. Ganz Riga gab ihm das letzte Geleit. In den ersten Jahrzehnten des 19. Jahrhunderts stand seine Büste in vielen Häusern Rigas, Livlands und Kurlands.

## Ehrungen
- Dr. phil. h. c. der  Universität Dorpat (1803)

## Werke
Bis auf das Buch über Kurland (1799) erschienen alle Schriften von Schwartz ohne seinen Namen.
- Versuch einer Geschichte der Rigischen Stadtrechte. Gadebusch's Versuche in der livländischen Geschichtskunde II St. 3 (1785)
- Diplomatische Bemerkungen aus den liefländischen Urkunden gezogen.  Nordische Miscellaneen St. 27 und 28, Riga 1791.
- Versuch einer Geschichte der liefländischen Ritter- und Landrechte. Riga 1794.
- Einige Bemerkungen über M. Carl Philip Michael Snell's Stadtpfarrers zu Butzbach im Hessen-Darmstaedtschen (vormals Rectors in Riga) Beschreibung der rußischen Provinzen an der Ostsee; als eine Beilage oder ein Anhang dazu. Göttingen 1798.
- Vollständige Bibliothek kurländischer und piltenscher Staatsschriften, nach der Zeitfolge aufgestellt. Mitau 1799. Piltene